# Formatieve periode (Noord-Amerika)

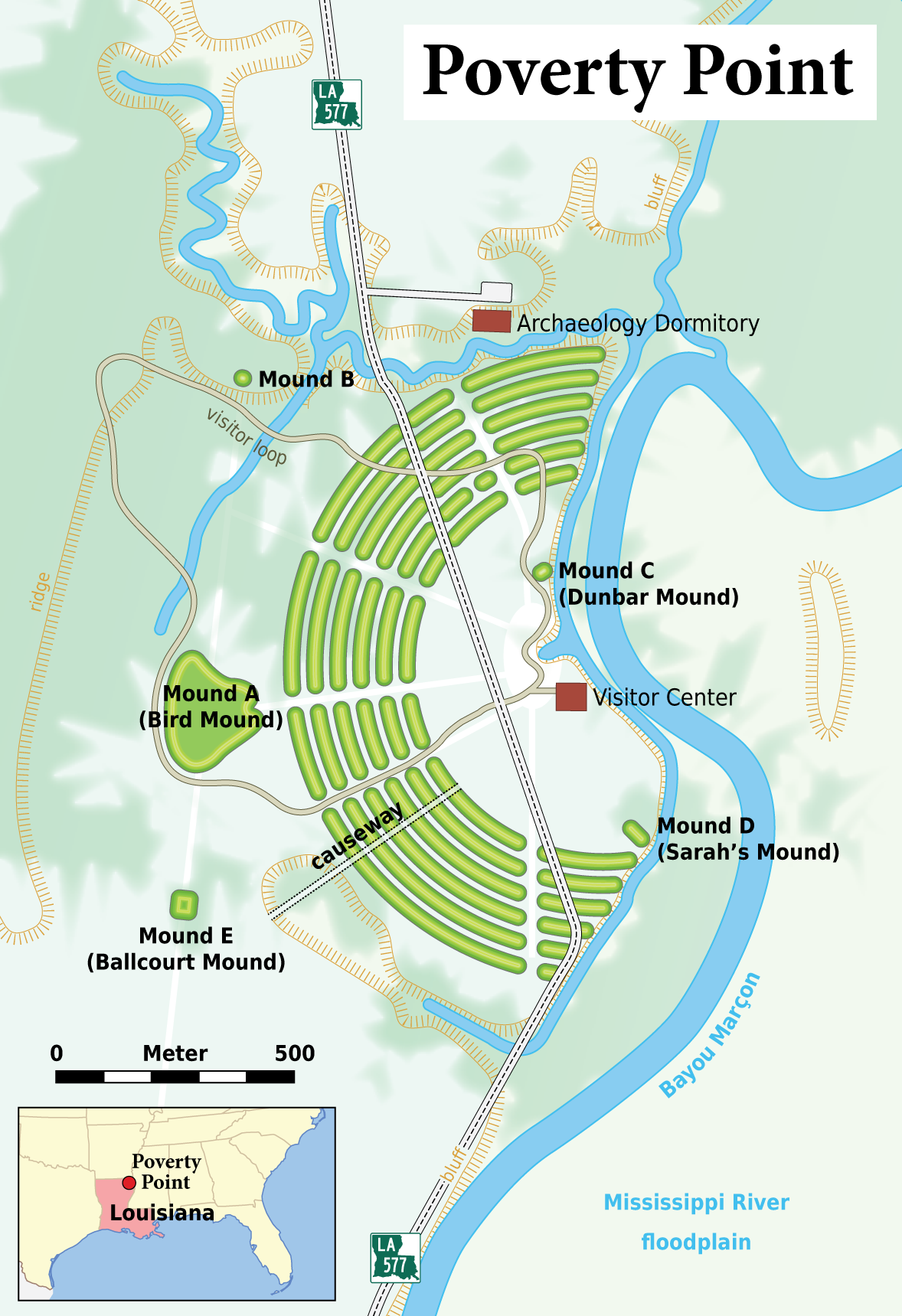

De formatieve periode van Noord-Amerika (Engels: Formative stage), ook wel preklassieke periode genoemd, is in de classificatie van de archeologische culturen van Noord-Amerika ten noorden van Meso-Amerika voor de periode van omstreeks 2000 v.Chr. tot omstreeks 500 AD. De formatieve periode wordt voorafgegaan door de archaïsche periode van Noord-Amerika. De opkomst van de landbouw markeert de overgang tussen beide periodes. Tijdens de formatieve periode ontwikkelden zich de pottenbakkerij en de weverij en ontstonden de eerste permanente nederzettingen. De formatieve periode wordt opgevolgd door de klassieke periode.

## Poverty Pointcultuur
In Noord-Amerika kwam rond 1300 v.Chr. Poverty Point in Louisiana op. Dit was de eerste echt grote plaats langs de Mississippi en tevens de oudste "stad" in Noord-Amerika. Ze was gebouwd in de vorm van een halve cirkel en bestond uit zes (halve) ringen van opgehoogde aarde. De binnenste ring was ongeveer 600 meter in diameter. De buitenste ring werd in het midden onderbroken door een heuvel van ongeveer 2 meter hoog en 20 meter breed aan de basis. Men denkt dat er ongeveer 600 woonhuizen geweest moeten zijn en dat het 4000 tot 6000 inwoners bezat. Aangezien er nog meer soortgelijke, kleinere nederzettingen aan de Mississippi gevonden werden, lijkt het er op dat de architecten van hetzelfde volk of althans eenzelfde culturele traditie waren. 
Omdat de platforms (die men ziet als tempels) gelijkenis vertonen met Olmeekse bouwwerken waren volgens bepaalde theorieën de bouwers van deze eerste grote nederzettingen mogelijk door dezen beïnvloed. Volgens sommigen waren het mogelijk zelfs uitgeweken Olmeken. Veel bewijs hiervoor is echter niet gevonden.

## Woodlandperiode
De Woodlandperiode (Engels: Woodland period) is een deel van de formatieve periode in het oosten van de Verenigde Staten en Canada. Ze begon aan het einde van de archaïsche periode, afhankelijk van de regio tussen 1000 en 500 voor Christus, het vroegst aan de zuidelijke Atlantische kust en later aan de bovenloop van de Mississippi.

### Adenacultuur

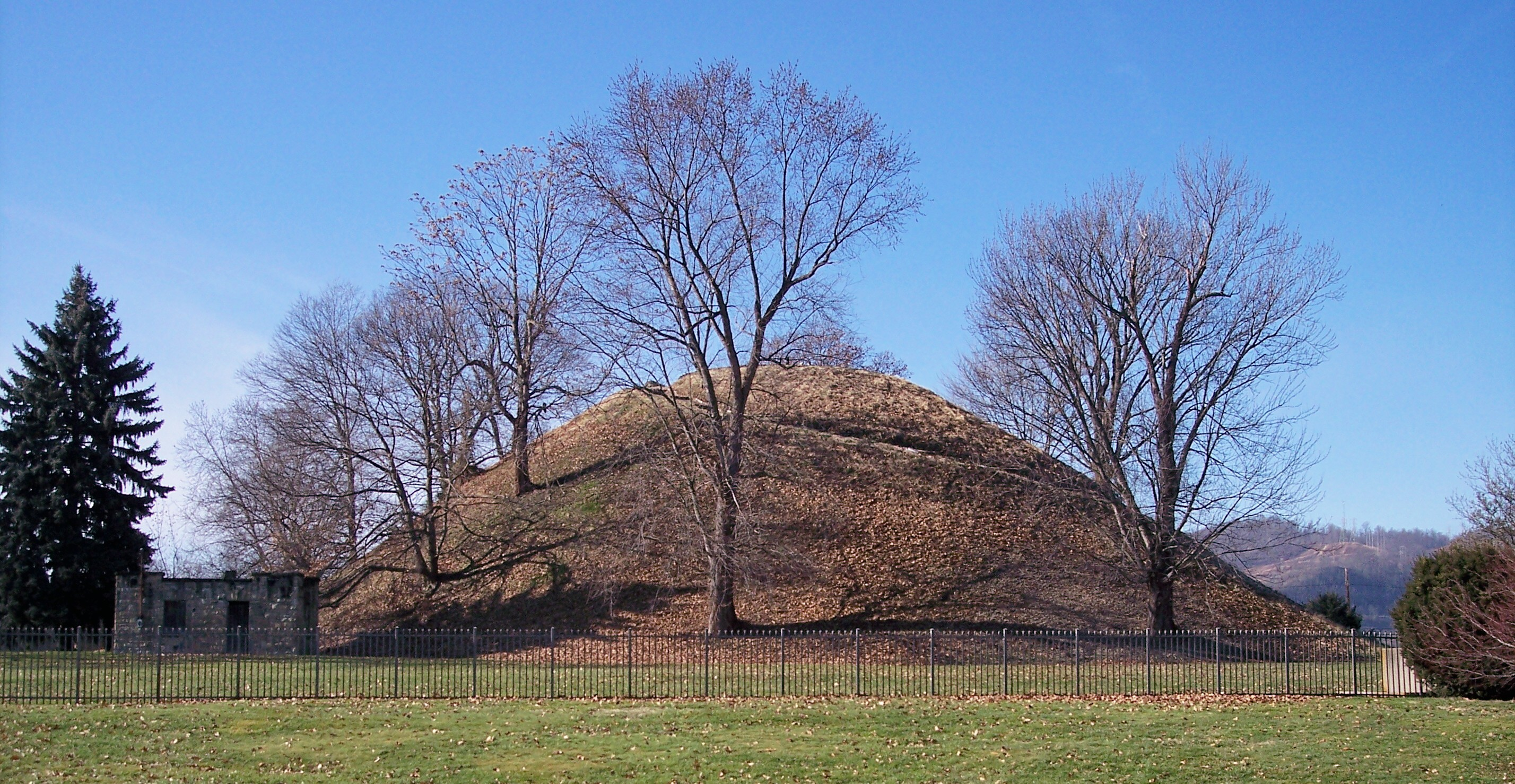
Grave Creek Mound

In de huidige Amerikaanse staat Ohio begon een andere groep mensen met het oprichten van heuvels. Dit waren de Adena. Mogelijk waren dit de voorouders van de Algonquian-mensen maar zeker is dit niet. Tussen 1000 en 300 v.Chr. was de bloeiperiode van deze cultuur, die zich vooral manifesteerde in het oorspronkelijke gebied. De culturele invloed was echter veel wijder. Men heeft handelscontacten aangetoond met het noorden (Grote Meren) voor koper en het zuiden (Golf van Mexico) voor schelpen en andere dierlijke producten (schildpadschild, alligatortanden). De heuvels die opgericht werden waren in tegenstelling tot de heuvels langs de Mississippi bijna allemaal grafheuvels. De doden werden meestal gecremeerd, maar de mensen met een hogere functie werden met talloze grafgiften (onder andere tabletten van zandsteen, stenen hangers, koperen ringen, sierplaatjes van mica, aardewerk en pijpen van steen) begraven. In totaal werden er tussen de 300 en 500 grafheuvels opgericht, waarvan de grootste, Grave Creek Mound in West Virginia, ongeveer 20 meter hoog is en uit 60.000 ton aarde bestaat. Men leefde van de jacht, de visserij, het verzamelen van wilde planten en van het verbouwen van inheemse gewassen zoals pompoenen en een aantal graangewassen. Het bekendste landbouwproduct is echter de zonnebloem, welke van oorsprong uit het grensgebied van Nebraska en Colorado kwam en rond 2500 v.Chr. voor het eerst gecultiveerd werd.
Ook aan de Noordwestkust ontstonden in deze periode de eerste elites. Er was een grote groei in de handel van kostbare producten zoals obsidiaan. Waarschijnlijk werden nu ook de eerste grote plankenhuizen gebouwd waardoor onder andere een verbeterde opslag van voedsel mogelijk werd.